# Walter Parratt
Sir Walter Parratt (ur. 10 lutego 1841 w Huddersfield, zm. 27 marca 1924 w Windsorze) – brytyjski kompozytor, organista i pedagog.

## Życiorys
Był synem Thomasa Parratta, organisty parafialnego w Huddersfield i podobnie jak ojciec został organistą. Uczył się muzyki u George’a Coopera. Od 1861 roku był organistą w kościele St. Michael’s and All Angels w Great Witley. Później był prywatnym organistą lorda Dudleya w Tenbury Wells (1864), kościoła parafialnego w Wigan (1868), Magdalen College w Oksfordzie (1872), a od 1882 roku w kaplicy św. Jerzego na Zamku w Windsorze. Od 1892 roku pełnił funkcję prywatnego organisty królowej. W 1893 roku otrzymał tytuł Master of the Queen’s Musick. W latach 1883–1923 był wykładowcą Royal College of Music w Londynie. Od 1908 do 1918 roku był także wykładowcą Uniwersytetu Oksfordzkiego, a w latach 1916–1924 dziekanem wydziału muzyki Uniwersytetu Londyńskiego. Od 1905 do 1909 roku był przewodniczącym Royal College of Organists.
Doktor honoris causa uniwersytetów w Oksfordzie (1894), Cambridge (1910) i Durham (1912). W 1892 roku otrzymał tytuł szlachecki. Kawaler (1901), Komandor (1917) i Rycerz Komandor (1921) Królewskiego Orderu Wiktoriańskiego.

## Twórczość
Komponował muzykę religijną, teatralną i pieśni. Był autorem anthemu Confortare, napisanego na uroczystość koronacji Edwarda VII (1902). Napisał artykuł Music do książki The Reign of Queen Victoria pod redakcją T.H. Warda oraz 10 artykułów do 2. wydania Grove’s Dictionary of Music and Musicians (1904–1910).